# Guioa parvifoliola
Espèce
Statut de conservation UICN

 CR A1c : 
En danger critique
Guioa parvifoliola est une espèce de plantes de la famille des Sapindaceae.

## Publication originale
- Philippine Journal of Science 14: 417. 1919.